# Una seducente sospensione del buon senso
Una seducente sospensione del buon senso è un romanzo scritto da Giovanni Storti e Franz Rossi ed edito da Arnoldo Mondadori Editore nel 2015.
Dopo il successo ottenuto con il libro autobiografico Corro perché mia mamma mi picchia, che aveva vinto il Premio Bancarella Sport 2014, la coppia Storti-Rossi torna in libreria con un nuovo libro, in questo caso di narrativa pura.
Si tratta di un romanzo di formazione sui generis, infatti il protagonista non è un giovane ma un uomo di mezza età che ha visto il suo mondo andare in crisi e si avventura in un viaggio. Il racconto scivola tra riflessioni e colpi di scena, con alcune sferzate ironiche.

## Trama
Gilberto, il protagonista del romanzo, è un cinquantenne con un lavoro sicuro che però non gli offre più stimoli, un matrimonio che non è sopravvissuto alla partenza dei due figli e una casa che è oggetto di mire speculative. Una vita tranquilla ma non felice, una crisi di mezza età latente e una routine che sfiora la noia esistenziale.
A sparigliare le carte un evento improvviso, un misterioso vicino di casa gli lascia in eredità alcuni oggetti e un pacchetto destinato a una certa Teresa. Gilberto decide di cogliere la palla al balzo e parte alla ricerca di Teresa, a cui il pacchetto era stato spedito anni prima, usando il viaggio attraverso l'Italia del nord come una sospensione temporale della sua vita, come una strada verso la serenità.
A fargli compagnia un amico particolare, Armstrong, che rappresenta il buon senso, la risposta istintuale alle tante seghe mentali che affollano la mente del protagonista.
Lungo il cammino incontreranno una galleria di personaggi, ognuno con la sua caratteristica e ognuno, a suo modo, aiuterà Gilberto a riprendere possesso della propria vita, incontrando anche di nuovo l'amore.